# Maurice Peiren
Maurice Peiren, född 28 december 1937, död 6 januari 2011, var en friidrottare från Belgien. Han deltog vid olympiska sommarspelen 1968.